# 1948
- Wikisource

| Calendário gregoriano                                                        | 1948 MCMXLVIII                       |
| Ab urbe condita                                                              | 2701                                 |
| Calendário arménio                                                           | 1397 – 1398                          |
| Calendário bahá'í                                                            | 104 – 105                            |
| Calendário budista                                                           | 2492                                 |
| Calendário chinês                                                            | 4644 – 4645 Início a 10 de fevereiro |
| Calendário copta                                                             | 1664 – 1665                          |
| Calendário etíope                                                            | 1940 – 1941                          |
| Calendários hindus - Vikram Samvat - Calendário nacional indiano - Cáli Iuga | 2003 – 2004 1869 – 1870 5048 – 5049  |
| Calendário Holoceno                                                          | 11948                                |
| Calendário islâmico                                                          | 1367 – 1368                          |
| Calendário judaico                                                           | 5708 – 5709 Início a 4 de outubro    |
| Calendário persa                                                             | 1326 – 1327 Início a 21 de março     |
| Calendário rúnico                                                            | 2198                                 |
| Calendário solar tailandês                                                   | 2491                                 |

1948 (MCMXLVIII, na numeração romana) foi um ano bissexto do século XX que começou numa quinta-feira, segundo o calendário gregoriano. As suas letras dominicais foram DC. A terça-feira de Carnaval ocorreu a 10 de fevereiro e o domingo de Páscoa a 28 de março. Segundo o horóscopo chinês, foi o ano do Rato, começando a 10 de fevereiro.

| Evento                                                   | Data            | Hora  |
| -------------------------------------------------------- | --------------- | ----- |
| Aquário                                                  | 21 de janeiro   | 03:19 |
| Peixes                                                   | 19 de fevereiro | 17:37 |
| primavera no hemisfério norte e outono no hemisfério sul |                 |       |
| Carneiro/equinócio                                       | 20 de março     | 16:57 |
| Touro                                                    | 20 de abril     | 04:25 |
| Gémeos                                                   | 21 de maio      | 03:58 |
| verão no hemisfério norte e inverno no hemisfério Sul    |                 |       |
| Caranguejo/solstício                                     | 21 de junho     | 12:11 |
| Leão                                                     | 22 de julho     | 23:08 |
| Virgem                                                   | 23 de agosto    | 06:03 |
| Outono no Hemisfério Norte e Primavera no Hemisfério Sul |                 |       |
| Balança/equinócio                                        | 23 de setembro  | 03:22 |
| Escorpião                                                | 23 de outubro   | 12:18 |
| Sagitário                                                | 22 de novembro  | 09:29 |
| inverno no hemisfério norte e verão no hemisfério sul    |                 |       |
| Capricórnio/solstício                                    | 21 de dezembro  | 22:34 |

| UTC: Portugal Continental, Madeira, Guiné-Bissau e São Tomé e Príncipe Subtrair (-): 1 h nos Açores e Cabo Verde 2 h nas Ilhas oceânicas brasileiras 3 h em Brasília, em Goiás, na Amazônia Oriental Brasileira e no nordeste, sudeste e sul brasileiros 4 h na Amazônia Ocidental Brasileira, Mato Grosso e Mato Grosso do Sul 5 h no Acre e sudoeste do Amazonas Adicionar (+): 1 h em Angola e Guiné Equatorial 2 h em Moçambique 8 h em Macau 9 h em Timor-Leste. |
| Adicionar uma hora durante a vigência do horário de verão: Portugal Continental : De 4 de abril a 3 de outubro de 1948 |

| Ano completo                           |
| -------------------------------------- |
| Ano bissexto com início à quinta-feira |

## Eventos
- Inaugurado o Museu de Arte Moderna de São Paulo (MAM) é uma das mais importantes instituições culturais do Brasil.

### Fevereiro
- 21 de fevereiro - César Lattes, físico brasileiro, isola o méson, nova partícula do átomo.

### Abril
- 7 de abril - A Organização Mundial da Saúde é criada pelas Nações Unidas.
- 30 de abril - Criação da OEA com a assinatura da Carta da Organização dos Estados Americanos, em Bogotá.

### Maio
- 14 de maio - O Estado de Israel se torna independente.

### Julho
- 29 de julho a 14 de agosto - Jogos Olímpicos de Verão de 1948, ocorrem em Londres, Reino Unido, onde mais de 4 mil atletas participam.

### Setembro
- 9 de setembro - Coreia do Norte oficialmente República Popular Democrática da Coreia, se torna independente.
- 18 de setembro - Dissolução de facto do Estado de Hiderabade com a rendição do comandante militar ao Exército Indiano, que tinha  invadido o estado em 13 de setembro.

### Novembro
- 7 de novembro - Eleições Presidenciais nos Estados Unidos: o democrata Harry Truman é eleito presidente, derrotando o republicano Thomas E. Dewey e o democrata independente Strom Thurmond.

### Dezembro
- 10 de dezembro - Declaração Universal dos Direitos Humanos é adotada pelas Nações Unidas

## Nascimentos
- 25 de janeiro - Khalifa bin Zayed al Nahyan, presidente dos Emirados Árabes Unidos de 2004 a 2022 (m. 2022).
- 4 de fevereiro
  - Alice Cooper, cantor, compositor, e ator estadunidense.
  - Ram Baran Yadav, presidente do Nepal desde 2008.
- 29 de março - Bud Cort, ator estadunidense.
- 30 de março
  - Eddie Jordan, automobilista irlandês (m. 2025).
  - Lílian, cantora brasileira (m. 2025).
- 31 de março - Al Gore, político estadunidense e Nobel da Paz 2007[1].
- 3 de abril - Carlos Salinas de Gortari, presidente do México de 1988 a 1994.
- 25 de maio -  Klaus Meine, vocalista da banda Scorpions
- 31 de maio - John Bonham, baterista da banda Led Zeppelin (m. 1980)
- 24 de junho - Armando Calderón Sol, presidente de El Salvador de 1994 a 1999.
- 22 de setembro - Theo Dutra, jornalista, poeta e advogado brasileiro (m. 1973)
- 4 de agosto - Ivan Lima, ator, diretor teatral brasileiro, com diversas atuações também em cinema e televisão, e um dos apresentadores do canal Fatos Desconhecidos, no YouTube.
- 4 de outubro - Lúcia Alves, atriz brasileira (m. 2025).
- 4 de novembro - Amadou Toumani Touré, presidente do Comitê de Transição para Salvação do Povo de 1991 a 1992 e posteriormente presidente do Mali de 2002 a 2012 (m. 2020).[2].
- 14 de novembro - Carlos III, rei do Reino Unido e dos reinos da Commonwealth desde 2022.
- 21 de novembro - Michel Suleiman, presidente do Líbano de 2008 a 2014.
- 3 de dezembro - Ozzy Osbourne, guitarrista e músico inglês (m. 2025).
- 12 de dezembro - Marcelo Rebelo de Sousa, presidente de Portugal desde 2016.
- 28 de dezembro - Édgar Vivar, ator mexicano, conhecido por interpretar o icônico Senhor Barriga no seriado Chaves.

## Mortes
- 30 de janeiro - Mahatma Gandhi, líder pacifista da Índia (n. 1869).
- 15 de abril - Manuel Roxas, presidente das Filipinas de 1946 a 1948 (n. 1892).
- 30 de maio - Orville Wright, Pioneiro da Aeronáutica  (n. 1871).

## Prémio Nobel
- Física - Patrick Maynard Stuart Blackett[3]
- Química - Arne Tiselius[4]
- Medicina - Paul Hermann Müller[5]
- Literatura - T. S. Eliot[6]
- Paz - não atribuído

## Epacta e idade da Lua
| Epacta gregoriana | 19      |
| Idade da Lua      | Letra u |

## Por tema
- 1948 na arte
- 1948 no Brasil
- 1948 na ciência
- 1948 no cinema
- 1948 no desporto
- Divisões administrativas em 1948
- 1948 no jornalismo
- 1948 na literatura
- 1948 na música
- 1948 na política
- 1948 no teatro
- 1948 na televisão